# Citoyenneté canadienne
Vous lisez un « bon article » labellisé en 2019.

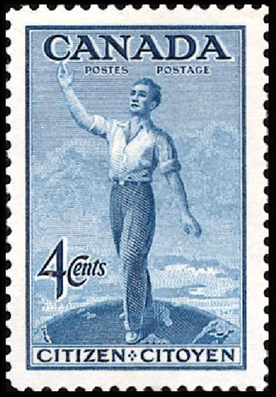
Timbre de 1947 commémorant la création de la citoyenneté canadienne.

La citoyenneté canadienne, également désignée comme la nationalité canadienne, est un statut juridique conférant à une personne physique des droits et des responsabilités particuliers au Canada. Sa création en 1947, avec l’entrée en vigueur de la première Loi sur la citoyenneté canadienne, est un jalon important du processus d’indépendance du Canada par rapport au Royaume-Uni. La nationalité canadienne est désormais régie par la Loi sur la citoyenneté de 1977, qui a subi plusieurs amendements importants depuis son entrée en vigueur. Les tribunaux fédéraux ont également contribué, par leur jurisprudence, à préciser la définition légale de la citoyenneté canadienne.
La citoyenneté canadienne s’obtient en général en naissant sur le territoire canadien (droit du sol) ou en naissant à l’étranger d’au moins un parent de nationalité canadienne (droit du sang), avec certaines exceptions. Elle peut également être octroyée à un enfant étranger adopté par des Canadiens, ou encore attribuée par naturalisation à un résident permanent qui a séjourné au Canada pendant une durée suffisante et qui respecte un certain nombre de critères.
Le ministère du gouvernement fédéral responsable des procédures liées à la citoyenneté, telles que la vérification, l’octroi, la répudiation ou la révocation de la citoyenneté, ainsi que la réintégration dans celle-ci est dénommé Immigration, Réfugiés et Citoyenneté Canada.

## Histoire
Lors de la fondation de la Confédération canadienne en 1867, les premières lois sur la nationalité en vigueur dans le dominion étaient alignées sur le droit britannique : tous les Canadiens étaient assimilés à des sujets britanniques. Cependant, le paragraphe 91(25) de l’Acte de l’Amérique du Nord britannique de 1867 adopté par le Parlement britannique à Londres (et maintenant désigné sous le nom de Loi constitutionnelle de 1867) conférait au Parlement du Canada l’autorité sur « la naturalisation et les aubains ». L’Acte d’immigration (ou Loi concernant l’immigration) de 1910 a créé le statut de « citoyen canadien », qui distinguait les sujets britanniques nés, naturalisés ou domiciliés au Canada de ceux qui ne l’étaient pas, mais il n’était appliqué que dans le but de déterminer si une personne pouvait être exemptée des contrôles d’immigration,. La Loi concernant la naturalisation (plus formellement, Loi concernant la nationalité britannique, la naturalisation et les aubains) de 1914 a augmenté de 3 à 5 ans la durée de résidence requise pour être éligible à la naturalisation comme sujet britannique au Canada. Un autre statut distinct de « ressortissant canadien » a été créé par le Canadian Nationals Act de 1921, de sorte que le Canada puisse participer à des forces armées et à des manœuvres militaires internationales séparément de la Grande-Bretagne.
Le Canada est progressivement devenu indépendant du Royaume-Uni entre 1867 (confédération et acquisition du statut de dominion au sein de l’Empire britannique) et 1982 (rapatriement de la Constitution canadienne). En 1931, le Statut de Westminster disposait que le Royaume-Uni n’aurait plus d’autorité législative sur ses dominions sans que les gouvernements de ces derniers ne demandent et ne consentent à ce qu’une loi britannique soit intégrée au droit du dominion. Le Statut maintenait en revanche l’Acte de l’Amérique du Nord britannique dans le domaine de compétence du Parlement britannique, parce que le gouvernement fédéral du Canada et les provinces n’étaient pas parvenus à s’accorder sur un mode d’amendement pour la Constitution canadienne (de la même manière, le Dominion de Terre-Neuve, voisin, n’est pas devenu indépendant parce qu’il n’a jamais ratifié le Statut). Lorsqu’en 1982, les parlements britannique et canadien adoptent respectivement la Loi de 1982 sur le Canada et la Loi constitutionnelle de 1982, cette dernière définissant un processus d’amendement constitutionnel, le Royaume-Uni perd toute autorité législative sur le Canada.

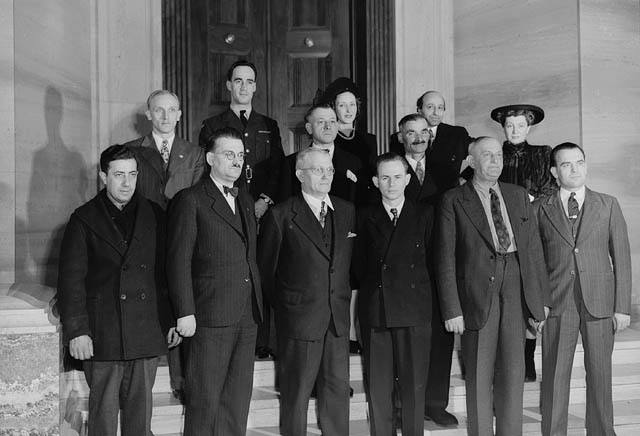
Photographie prise à l’issue de la première cérémonie officielle de citoyenneté canadienne, dans l’édifice de la Cour suprême à Ottawa, en 1947. C’est au cours de cette cérémonie qu’ont eu lieu les toutes premières naturalisations d’étrangers en tant que citoyens canadiens.

Jusqu’à la fin des années 1930, le droit canadien en matière de nationalité consistait en un ensemble de textes diffus, qui faisaient encore référence aux termes « sujet britannique » pour désigner la nationalité et la citoyenneté des « ressortissants canadiens ». Ce lien de dépendance a été remis en cause avec la montée du nationalisme à la suite des Première et Seconde Guerres mondiales, marquée par un désir croissant de voir la souveraineté du Dominion du Canada exprimée dans des symboles nationaux distincts (drapeau, hymne, sceau, etc.). Ce mouvement a mis en avant la nécessité de clarifier le droit existant en matière de nationalité. Ceci a mené à l’adoption de la Loi sur la citoyenneté canadienne, qui est entrée en vigueur le 1er janvier 1947. À cette date, la citoyenneté canadienne a été conférée aux sujets britanniques nés, naturalisés ou domiciliés au Canada. Le 1er avril 1949, la Loi de 1947 a été étendue à Terre-Neuve lorsqu’elle est devenue une province de la Confédération.
Le droit canadien en matière de citoyenneté a considérablement évolué le 15 février 1977, lors de l’entrée en vigueur de la nouvelle Loi sur la citoyenneté, qui a remplacé les dispositions de 1947. À cette date, la citoyenneté multiple est devenue légale. Cependant, les individus qui avaient perdu la citoyenneté canadienne avant cette date ne se la sont vu réattribuer que le 17 avril 2009, lors de l’adoption du projet de loi C-37,. Ce dernier a également introduit une limite au droit du sang : la transmission de la citoyenneté aux enfants d’ascendance canadienne nés hors du Canada est, depuis, limitée à la première génération.
La Loi sur la citoyenneté a subi plusieurs amendements importants depuis 1977. En 2007, le projet de loi C-14 a introduit des dispositions nouvelles relatives aux enfants adoptés. En 2009 et 2015, les projets de loi C-37 et C-24, respectivement, ont permis l’octroi massif de la citoyenneté canadienne à certains individus qui en avaient été exclus aux termes de la Loi sur la citoyenneté canadienne de 1947. Le projet de loi C-24 de 2015 a également durci les conditions d’accès à la naturalisation, et facilité la révocation de la citoyenneté de certains criminels. Ces mesures ont en grande partie été abrogées en 2017 par le projet de loi C-6.

## Droits et responsabilités des citoyens

### Droits des citoyens canadiens
Les droits fondamentaux des citoyens canadiens sont énoncés dans la Charte canadienne des droits et libertés adoptée en 1982 et faisant partie de la Constitution du Canada. Ce texte reprend plusieurs principes hérités de la tradition constitutionnelle britannique. Il rappelle par exemple les libertés fondamentales conférées dès 1215 aux sujets britanniques par la Magna Carta : liberté de conscience, d’opinion, d’expression et de la presse, liberté de réunion et d’association. La Charte garantit également le droit de ne pas être détenu de façon arbitraire (habeas corpus), issu de la common law britannique, et la liberté de circulation et d’établissement. Elle consacre enfin le bilinguisme du Canada, impliquant l’égalité de statut du français et de l’anglais au niveau fédéral, le principe du multiculturalisme canadien, et les droits des peuples autochtones.
Plus concrètement, les citoyens canadiens ont plusieurs droits supplémentaires par rapport aux résidents permanents, à commencer par celui d’obtenir un passeport canadien. Ce document leur permet de voyager et de demander la protection consulaire du Canada ou de l’Australie, lorsqu’ils se trouvent à l’étranger. Les résidents permanents sont, en revanche, contraints de demander le passeport et la protection consulaire des pays dont ils sont citoyens.
Par ailleurs, la citoyenneté canadienne garantit le droit de s’établir hors du Canada pour une durée illimitée tout en conservant le droit de revenir sur le territoire, alors que la résidence permanente peut être perdue si les obligations de résidence au Canada ne sont pas remplies. De plus, un citoyen canadien ne peut pas être expulsé du Canada, contrairement aux résidents permanents qui peuvent faire l’objet d’une mesure de renvoi.
Les citoyens canadiens sont également les seuls à détenir le droit de vote (à partir de 18 ans) et d’éligibilité (à partir de 19 ans) aux élections des différents paliers de gouvernement canadien, sous réserve de ne pas être visés par les exceptions prévues dans la Loi électorale du Canada.
Les citoyens canadiens ont aussi l’exclusivité dans l’accès à certains emplois gouvernementaux fédéraux, provinciaux ou territoriaux, qui ne sont généralement pas offerts aux résidents permanents en raison du niveau des vérifications de sécurité nécessaires.
Enfin, les citoyens canadiens peuvent aussi demander la création officielle d’emblèmes héraldiques (armoiries, drapeaux, insignes) par l’Autorité héraldique du Canada, mais ce droit est également ouvert aux résidents permanents.

### Responsabilités des citoyens canadiens
Par ailleurs, les candidats à la naturalisation sont sensibilisés à leurs futures responsabilités de citoyens canadiens dans la documentation préparée à leur attention par Immigration, Réfugiés et Citoyenneté Canada. Leur première responsabilité est le respect des lois du Canada, en vertu du principe constitutionnel de la primauté du droit. On attend également d’eux qu’ils prennent soin d’eux-mêmes et de leur famille, qu’ils contribuent par leur travail à la prospérité du Canada, et qu’ils manifestent leur solidarité avec le reste de la société, par exemple par le bénévolat. Les futurs citoyens se voient également rappeler leur devoir de protéger le patrimoine naturel, culturel et architectural canadien, et celui de contribuer à la vitalité démocratique du Canada en votant aux élections et en participant, lorsque c’est exigé, à un jury.

## Preuves de citoyenneté canadienne

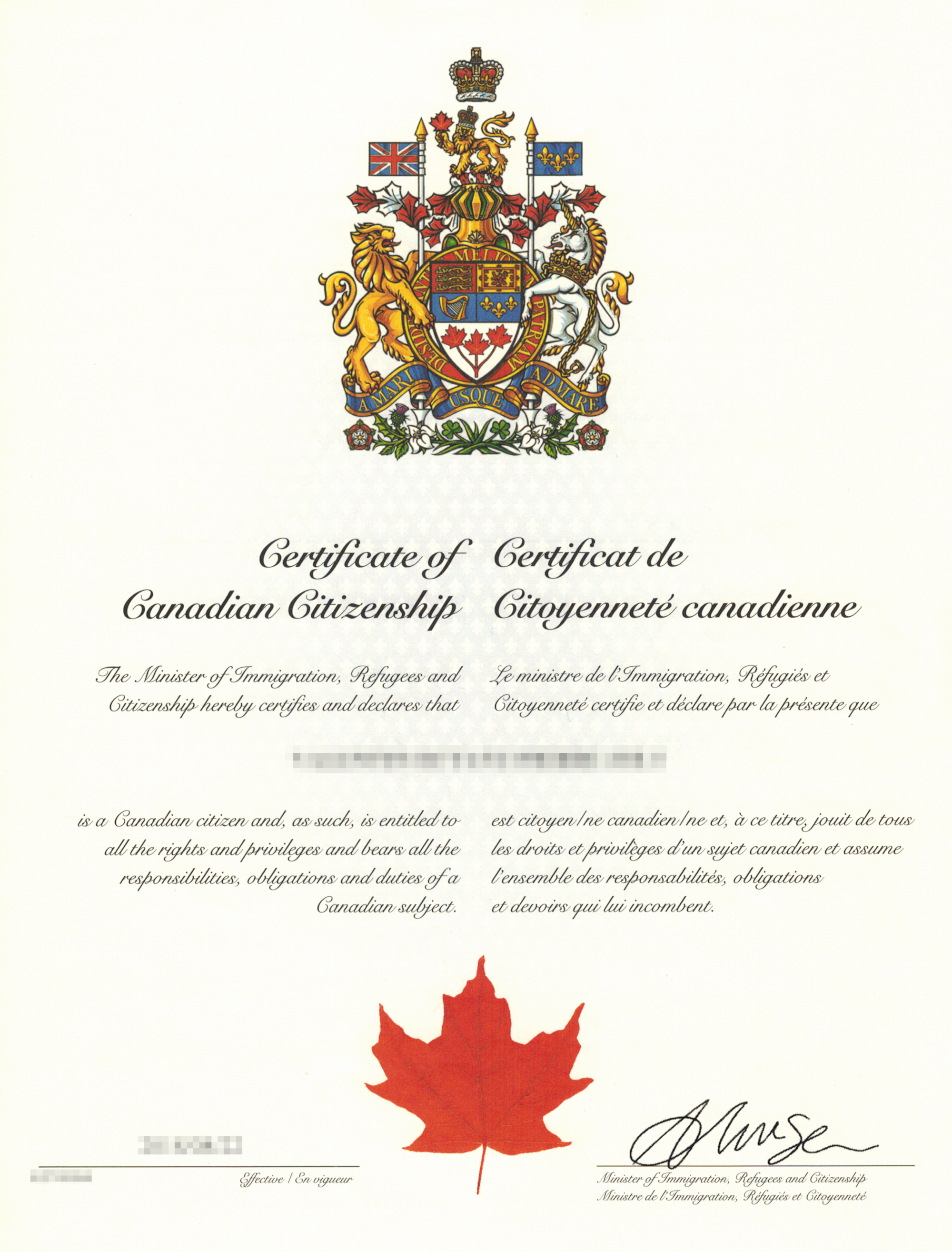
Un certificat de citoyenneté canadienne délivré en 2018.

Le certificat de citoyenneté est la seule preuve de citoyenneté délivrée par le gouvernement fédéral. Il est automatiquement octroyé à toute personne qui acquiert la citoyenneté canadienne par naturalisation mais peut l’être également à tout citoyen canadien qui en fait la demande. Une demande de certificat de citoyenneté peut aussi être déposée par une personne qui cherche à déterminer si elle détient ou non la citoyenneté canadienne ; le gouvernement procède dans ce cas à une enquête approfondie sur le demandeur et ses ascendants et lui délivre, le cas échéant, son certificat de citoyenneté. Le certificat de citoyenneté a remplacé l’ancienne carte de citoyenneté au format portefeuille le 1er février 2012. Il peut être vérifié de manière électronique. Toutefois, contrairement à la carte de citoyenneté, il ne peut pas être utilisé comme document d’identité, car il ne contient pas de photo. À l’origine, la carte de citoyenneté était délivrée, entre 1954 et 1977, comme un supplément à un certificat grand format. Entre 1977 et 2012, elle constituait l’unique preuve valide de citoyenneté canadienne pour les personnes ayant acquis la citoyenneté par naturalisation ou par filiation.
Dans la mesure où, en général, les personnes nées au Canada acquièrent automatiquement la citoyenneté canadienne par le droit du sol, les certificats de naissance délivrés par une province ou un territoire sont habituellement considérés comme des preuves valides de citoyenneté par Immigration, Réfugiés et Citoyenneté Canada (IRCC). Il existe toutefois des exceptions au droit du sol listées au paragraphe 3(2) de la Loi sur la citoyenneté. Comme le gouvernement fédéral ne garde pas trace du statut d’immigration des parents lors d’une naissance, une personne pourrait à tort être reconnue canadienne en raison de sa naissance au Canada alors qu’elle est visée par les dispositions du paragraphe 3(2). Ce fut le cas de Deepan Budlakoti, un homme apatride né en Ontario qui s’est vu deux fois délivrer un passeport canadien valide sur présentation de son certificat de naissance ontarien, avant que le gouvernement fédéral ne réalise qu’il n’était pas citoyen canadien en raison du paragraphe 3(2), et ne finisse par lui retirer son passeport, une décision confirmée ensuite par la justice.
Par ailleurs, d’autre documents qui ne sont plus délivrés sont néanmoins encore reconnus comme des preuves de citoyenneté, par exemple les certificats de naturalisation (délivrés aux sujets britanniques avant le 1er janvier 1947), les certificats de conservation de la citoyenneté canadienne (délivrés entre le 1er janvier 1947 et le 16 avril 2009) et les certificats d’enregistrement d’une naissance à l’étranger (délivrés uniquement entre le 1er janvier 1947 et le 14 février 1977),,.
Aucun autre document officiel, pas même le passeport canadien, n’est considéré comme une preuve de citoyenneté. La délivrance d’un passeport nécessite toutefois la présentation d’une preuve de citoyenneté. Les certificats de baptême religieux, tout comme les certificats de naissance délivrés par une autre autorité qu’un gouvernement provincial ou territorial, ne sont pas non plus des preuves valables de citoyenneté. Ce genre de document était courant au Québec, le gouvernement du Québec n’ayant commencé à délivrer ses certificats de naissance qu’en 1994. Les certificats de naissance spéciaux délivrés par le ministère de la Défense nationale aux enfants des membres des Forces armées canadiennes nés avant 1979, également appelés certificats MDN 419, ne sont pas reconnus comme preuves de citoyenneté en raison de leur absence de valeur juridique. Ceci a posé problème à certaines personnes, qui ont été obligées de déposer une demande de certificat de citoyenneté pour confirmer leur statut et obtenir un passeport.

## Droit du sol

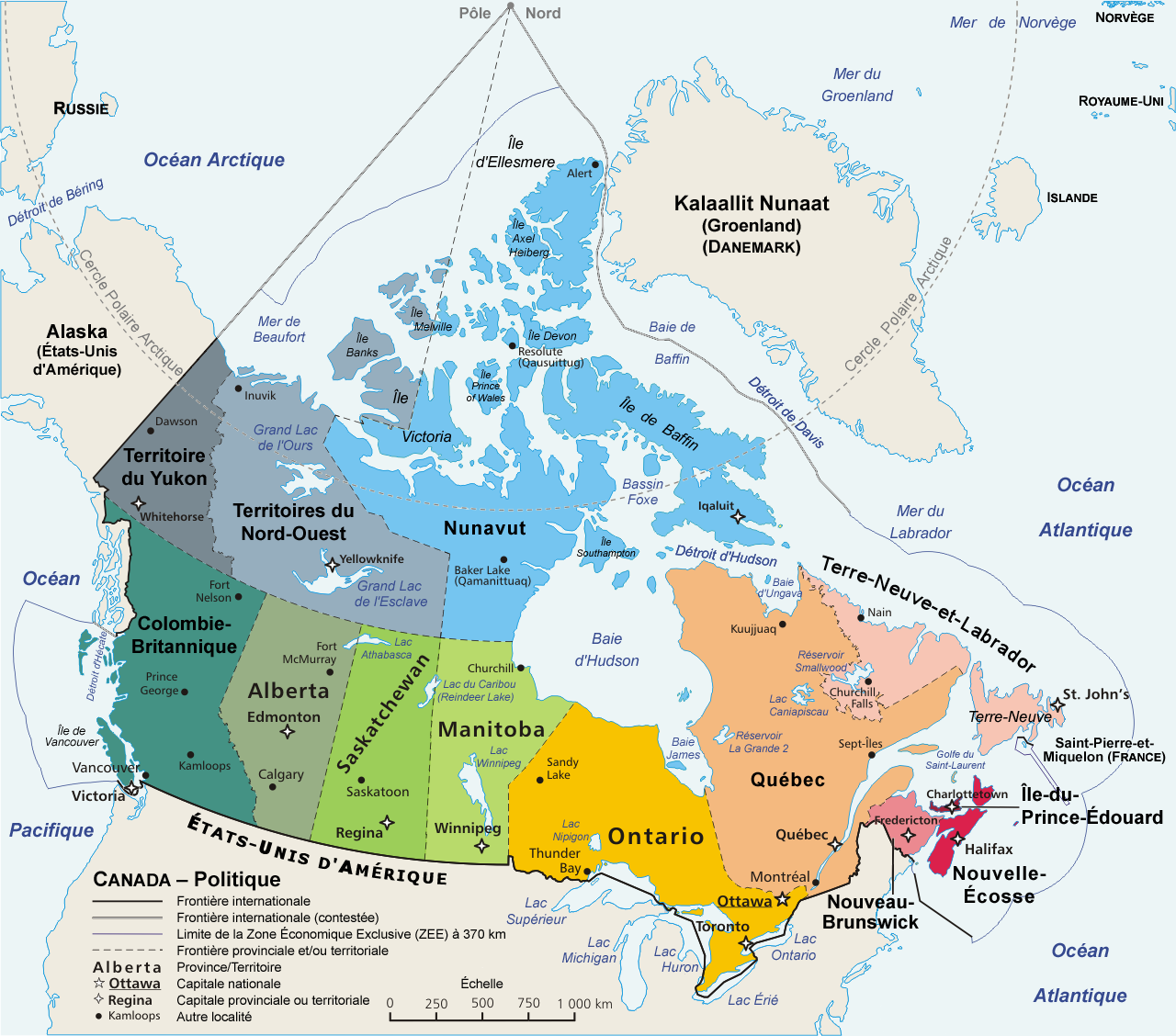
Carte administrative du Canada, montrant le territoire sur lequel s’applique le droit du sol.

### Législation en vigueur depuis 1977
En général, les personnes nées au Canada à compter du 1er janvier 1947 (ou du 1er avril 1949 si elles sont nées à Terre-Neuve-et-Labrador) acquièrent automatiquement la citoyenneté canadienne à la naissance, sauf si elles entrent dans l’une des exceptions détaillées plus bas. Les personnes nées au Canada avant 1947 ont automatiquement acquis la citoyenneté canadienne soit le 1er janvier 1947 (ou le 1er avril 1949 pour les résidents de Terre-Neuve-et-Labrador) si elles étaient des sujets britanniques à cette date, soit le 11 juin 2015 si elles avaient involontairement perdu leur statut de sujet britannique avant cette date.

#### Définition légale du territoire canadien
La Loi sur la citoyenneté dispose, dans son alinéa 3(1)a), que toute personne née au Canada à compter du 15 février 1977 acquiert la citoyenneté canadienne à sa naissance et indique, à la section « interprétation », que cela comprend les navires et les aéronefs immatriculés au Canada. En 1985, la Loi d’interprétation a précisé que le mot « Canada » désigne non seulement le sol canadien, mais aussi les eaux intérieures et les eaux territoriales du Canada, l’expression « eaux intérieures » faisant également référence à l’espace aérien sus-jacent. Cette loi est bien appliquée par Immigration, Réfugiés et Citoyenneté Canada, qui considère les enfants nés dans l’espace aérien canadien comme des citoyens canadiens. Par exemple, en 2008, une petite fille née d’une mère ougandaise à bord d’un vol Northwest Airlines reliant Amsterdam à Boston s’est vu attribuer la citoyenneté canadienne parce qu’elle est née dans l’espace aérien canadien.

#### Exceptions au droit du sol
Le paragraphe 3(2) de la Loi sur la citoyenneté dispose que le droit du sol ne s’applique pas aux enfants dont aucun des parents n’est un citoyen ou un résident permanent du Canada, et dont l’un des parents était, au moment de la naissance, un agent travaillant au service d’un gouvernement étranger (ou une personne employée par un tel agent) ou d’une organisation disposant d’une immunité diplomatique au Canada, comme les Nations Unies.
Dans son jugement Vavilov c. Canada de 2017, la Cour d'appel fédérale a précisé que cette restriction ne s’appliquait qu’aux enfants d’employés de gouvernements étrangers « qui jouissent de privilèges diplomatiques et d’immunités de juridiction civile et/ou pénale » et dont l’emploi du parent est reconnu par le ministère des Affaires mondiales Canada. Dans cette affaire, le demandeur, né au Canada d’agents dormants russes, s’était vu précédemment refuser la citoyenneté par la Cour fédérale au motif que ses parents, qui ont été arrêtés en 2010 aux États-Unis dans le cadre de l’enquête sur le Programme des illégaux, travaillaient pour un gouvernement étranger lors de sa naissance. De plus, aucun de ses parents n’a jamais été citoyen canadien, puisqu’ils usurpaient l’identité de deux Canadiens décédés. Le 10 mai 2018, la Cour suprême a accepté l’appel interjeté par le gouvernement fédéral et va examiner les cas de cet homme et de son frère — qui avait lui aussi eu gain de cause en avril 2018 dans une affaire analogue — pour déterminer s’ils font ou non l’objet des restrictions prévues au paragraphe 3(2) de la Loi sur la citoyenneté.
La question des exceptions au droit du sol a également été soulevée dans l’affaire de Deepan Budlakoti, très médiatisée en 2014. Cet homme apatride né à Ottawa, en Ontario, s’est vu retirer la citoyenneté canadienne au motif que ses parents avaient été employés comme domestiques par le haut commissaire de l’Inde au Canada. L’administration avait avancé que leurs contrats, qui étaient assortis d’une reconnaissance diplomatique, avaient officiellement pris fin deux mois après la naissance de leur enfant, et ce en dépit du fait qu’ils avaient commencé à travailler pour un non-diplomate bien avant cette naissance. Cette décision a été confirmée par la Cour fédérale en 2014 ; les recours du demandeur devant la Cour d'appel fédérale et la Cour suprême ont été rejetés, respectivement en 2015 et 2016.

#### Proposition d’abolition du droit du sol
En 2012, le ministre de l’immigration, des réfugiés et de la citoyenneté Jason Kenney a proposé de modifier la réglementation relative au droit du sol dans le but de prévenir le « tourisme de naissance ». Cette proposition a été critiquée par des experts avançant qu’elle était fondée sur des croyances populaires largement exagérées et étayées par aucun chiffre. En 2016, le ministre John McCallum a déclaré durant une entrevue qu’il n’était pas prévu de mettre un terme au droit du sol.

### Législation d’avant 1977
Les articles 4 et 5 de la Loi sur la citoyenneté canadienne de 1947 prévoyaient que toutes les personnes nées en sol canadien ou sur un bateau immatriculé au Canada le ou après le 1er janvier 1947 acquéraient la citoyenneté canadienne à la naissance, et que toutes celles nées avant le 1er janvier 1947 dans les mêmes conditions se la voyaient attribuer le 1er janvier 1947 si elles n’avaient pas perdu leur statut de sujet britannique à cette date. La Loi de 1947 a été amendée en 1949 pour inclure Terre-Neuve.

#### Enfants de diplomates
Jusqu’à 1950, l’article 5 de la Loi de 1947 offrait une échappatoire légale, car il ne faisait mention d’aucune exception à la règle ci-dessus pour les personnes nées après 1947. Ceci permettait aux enfants de diplomates étrangers nés pendant cette période de devenir Canadiens par le droit du sol. Ce flou juridique a été résolu en 1950 lors de l’entrée en vigueur des premiers amendements à la Loi de 1947, qui spécifiaient que le droit du sol ne s’appliquait pas aux enfants dont le « parent responsable » (le père pour les enfants légitimes, la mère pour les enfants nés hors mariage ou ceux dont elle avait la garde) n’était pas un résident permanent et était un employé d’un gouvernement étranger ou encore un officier diplomatique ou consulaire ou une personne employée par lui. Ainsi, entre 1950 et 1977, il a été possible que des enfants nés d’un père diplomate étranger et d’une mère canadienne ne deviennent pas citoyens canadiens.

#### Premières Nations et Inuits
Les Premières Nations (désignées par la loi sous le nom d’Indiens) et les Inuits ont de fait été exclus de la création de la citoyenneté canadienne le 1er janvier 1947, parce que ceux d’entre eux nés avant cette date n’étaient pas des sujets britanniques. Il a fallu attendre 1956 pour que ce vide juridique soit comblé par un amendement élargissant la Loi de 1947 aux Inuits et aux personnes disposant du statut d’Indien (tel que défini dans la Loi sur les Indiens) nés avant 1947. Pour être éligibles à la citoyenneté canadienne, ces personnes devaient avoir été domiciliées au Canada le 1er janvier 1947 et y avoir résidé pendant au moins dix ans au 1er janvier 1956. Les personnes éligibles ont alors été considérées comme ayant la citoyenneté canadienne depuis le 1er janvier 1947. Par ailleurs, les Indiens et les Inuits nés au Canada après le 1er janvier 1947 ont acquis la citoyenneté canadienne par le droit du sol, comme toute autre personne née au Canada.

## Droit du sang

### Législation en vigueur depuis 2009

#### Première génération née à l’étranger
La Loi modifiant la Loi sur la citoyenneté, issue du projet de loi C-37 entré en vigueur le 17 avril 2009, a changé les règles d’attribution de la citoyenneté canadienne par filiation. Désormais, seules les personnes faisant partie de la première génération née hors du Canada (c’est-à-dire nées d’un parent canadien ayant obtenu sa citoyenneté par le droit du sol ou la naturalisation) le ou après le 17 avril 2009 acquièrent automatiquement la citoyenneté canadienne à la naissance par le droit du sang.
Toutefois, la limite de transmission de citoyenneté à la première génération née à l’étranger ne s’applique pas aux enfants dont le parent (ou le grand-parent) canadien a obtenu sa citoyenneté par filiation et était, lors de la naissance de l’enfant, employé par le gouvernement fédéral, un gouvernement provincial ou les Forces armées canadiennes.
Dans son arrêt Canada c. Kandola de 2015, la Cour d'appel fédérale a précisé qu’un enfant ne pouvait recevoir la citoyenneté canadienne par filiation que si un lien génétique avec son parent canadien était démontrable par un test ADN. Dans cette affaire, une personne née à l’étranger d’un père canadien par procréation médicalement assistée a été déclarée inéligible à l’acquisition de la citoyenneté par le droit du sang, car aucun lien de parenté génétique avec le père n’a pu être prouvé.

#### Seconde génération et suivantes
Les enfants nés à l’étranger à compter du 17 avril 2009 de parents canadiens ayant eux-mêmes obtenu leur citoyenneté par le droit du sang (deuxième génération née à l’étranger et suivantes) ne sont pas automatiquement citoyens canadiens. Ils doivent passer par un processus de naturalisation ou d’adoption pour acquérir la citoyenneté. Avant l’adoption du projet de loi C-6 le 19 juin 2017, ces enfants pouvaient se retrouver apatrides s’ils ne pouvaient faire valoir leur droit à une autre citoyenneté. On peut citer le cas d’une enfant née hors mariage à Pékin d’une mère chinoise et d’un père canadien ayant lui-même acquis sa citoyenneté canadienne par filiation, qui s’est retrouvée de facto apatride pendant 14 mois. L’enfant a finalement pu acquérir la nationalité irlandaise parce que son grand-père était né en Irlande. Depuis le 19 juin 2017, les parents d’enfants dans cette situation peuvent demander la naturalisation de l’enfant au seul motif que ceux-ci sont apatrides et sans avoir besoin de répondre aux autres exigences relatives à la citoyenneté.

#### Octrois massifs de la citoyenneté
Le projet de loi C-37 de 2009 a également permis d’octroyer, pour la première fois, la citoyenneté canadienne aux enfants d’anciens citoyens canadiens dont la citoyenneté a été restaurée le même jour (c’est-à-dire aux enfants de toute personne ayant involontairement perdu la citoyenneté canadienne en vertu de la Loi sur la citoyenneté canadienne de 1947). Le 11 juin 2015, le projet de loi C-24 a étendu cet octroi aux enfants de sujets britanniques nés ou naturalisés au Canada n’ayant jamais eu la citoyenneté canadienne.
Toutefois, les personnes ayant bénéficié de ces octrois massifs n’ont pas la possibilité de transmettre leur citoyenneté canadienne par filiation à leurs enfants nés à l’étranger ; leurs enfants doivent donc naître au Canada ou être naturalisés pour devenir Canadiens.

### Législation d’avant 2009

#### Transmissibilité de la citoyenneté par filiation
Entre le 15 février 1977 et le 16 avril 2009, un enfant né à l’étranger d’un citoyen canadien acquérait la citoyenneté canadienne automatiquement à la naissance, même si son parent avait obtenu sa citoyenneté canadienne par filiation. En revanche, à cette époque, le parent devait être citoyen canadien au moment de la naissance de l’enfant pour lui transmettre sa citoyenneté. Ainsi, les enfants nés de parents ayant involontairement perdu leur citoyenneté en vertu de la Loi sur la citoyenneté canadienne de 1947 n’étaient pas réputés citoyens canadiens. En 1992 et 1997, des jugements de la Cour d'appel fédérale et de la Cour suprême du Canada ont rappelé l’égalité entre le père et la mère dans la capacité à transmettre la citoyenneté par filiation,.
Entre 1947 et 1977, une personne née à l’étranger d’un parent canadien ne pouvait acquérir la citoyenneté canadienne par filiation que si sa naissance était déclarée auprès d’une ambassade, d’un consulat ou d’un haut-commissariat canadien. La citoyenneté canadienne ne pouvait être alors transmise que par le père pour un enfant légitime ou par la mère pour un enfant naturel. Aux termes de la Loi de 1947, l’enfant devait obligatoirement être déclaré dans les deux ans suivant sa naissance pour avoir accès à la citoyenneté.
Non seulement la Loi sur la citoyenneté de 1977 a aboli l’obligation de déclarer les enfants nés à l’étranger à compter de son entrée en vigueur, mais elle a également introduit une disposition transitoire autorisant, jusqu’au 14 août 2004, à déclarer des enfants nés à l’étranger avant 1977, même si l’ancienne période réglementaire de deux ans était écoulée. Cette procédure, appelée enregistrement différé, permettait aux individus concernés d’être reconnus rétroactivement comme ayant la citoyenneté canadienne depuis leur naissance. Ainsi, si ces personnes avaient elles-mêmes eu des enfants nés à l’étranger entre le 15 février 1977 et le 16 avril 2009, ces derniers ont pu au même moment recevoir la citoyenneté canadienne par filiation.
Malgré le fait que les femmes mariées ne pouvaient pas transmettre leur citoyenneté à leurs enfants aux termes de la Loi de 1947, une disposition de la Loi de 1977, l’alinéa 5(2)b), finalement abrogée le 17 avril 2009, autorisait aussi les enfants nés avant 1977 de mères canadiennes mariées à demander la citoyenneté canadienne jusqu’au 14 août 2004 par le biais d’une procédure spéciale. À la différence de l’enregistrement différé, l’octroi de la citoyenneté en vertu de cette disposition n’était pas rétroactif jusqu’à la naissance, si bien que les enfants nés de ces personnes avant l’octroi de leur citoyenneté ne pouvaient devenir citoyens canadiens par filiation, car leurs parents n’étaient pas eux-mêmes Canadiens au moment de leur naissance. Entre le 17 mai et le 14 août 2004, cette procédure spéciale a également été brièvement accessible aux enfants nés de pères canadiens non mariés. Les personnes nées avant que la citoyenneté de leurs parents ne soit octroyée en application de l’alinéa 5(2)b) étaient assujetties aux dispositions relatives à la perte et à la conservation de la citoyenneté.
Les personnes n’ayant pu s’enregistrer ou demander la citoyenneté avant le 14 août 2004 ont obtenu leur citoyenneté le 17 avril 2009 si elles faisaient partie de la première génération née à l’étranger. Leurs enfants ne pourront toutefois pas acquérir la citoyenneté canadienne par filiation, quelle que soit leur date de naissance.

#### Obligation de demander à conserver la citoyenneté

##### Loi sur la citoyennetéde 1977
L’article 8 de la Loi sur la citoyenneté, entrée en vigueur le 15 février 1977, prévoyait que tous les Canadiens ayant acquis leur citoyenneté par filiation d’un parent canadien ayant lui-même acquis sa citoyenneté par filiation (autrement dit, la deuxième génération née à l’étranger et les suivantes) perdaient automatiquement leur citoyenneté canadienne à leur 28e anniversaire, à moins de demander expressément à la conserver.
La conservation de la citoyenneté n’était approuvée que si le demandeur avait résidé au Canada pendant l’année précédant immédiatement la demande, avant d’atteindre l’âge de 28 ans, ou avait fourni une preuve de « liens manifestes » avec le Canada entre les âges de 14 et 28 ans (par exemple : des résultats de tests linguistiques en français ou en anglais, des preuves de scolarité dans un établissement canadien, une preuve d’emploi au gouvernement fédéral ou dans un gouvernement provincial).
Les demandes étaient évaluées par juge de la citoyenneté et, en cas de rejet, pouvaient être de nouveau présentées lorsque le demandeur répondait aux exigences. Les demandes acceptées conduisaient à la délivrance d’une carte de citoyenneté et d’un certificat de conservation, qui constituaient toutes les deux des preuves légales de citoyenneté.
Cette disposition a été formellement abrogée le 17 avril 2009, lors de l’entrée en vigueur du projet de loi C-37. Les personnes qui ont atteint l’âge de 28 ans à cette date ou après cette date ont été libérées de l’obligation de demander à conserver leur citoyenneté. Ainsi, seuls les individus nés entre le 15 février 1977 (date d’entrée en vigueur de la Loi de 1977) et le 16 avril 1981 y sont restés soumis. S’ils n’avaient pas effectué cette démarche, ils ont perdu la citoyenneté canadienne à leur 28e anniversaire, entre le 15 février 2005 et le 16 avril 2009. Cependant, si ces personnes ont eu des enfants nés entre le 16 avril 1981 et le 16 avril 2009 et qu’ils n’avaient pas déjà perdu la citoyenneté canadienne à ce moment, les enfants en question sont citoyens canadiens. Cela ne change rien, en revanche, à la situation du parent, qui perd sa citoyenneté faute d’avoir accompli les démarches nécessaires.
Les dispositions de la Loi de 1977 relatives à la conservation de la citoyenneté ont eu des conséquences fâcheuses pour un certain nombre de personnes, dont beaucoup résidaient au Canada au moment où leur citoyenneté leur a été retirée. Le 4 décembre 2016, le Vancouver Sun rapportait le cas d’individus qui ont découvert tardivement, en communiquant avec le gouvernement fédéral, qu’ils avaient été déchus de leur citoyenneté canadienne. Si elles ne détenaient pas au moins une autre citoyenneté, ces personnes sont devenues de jure apatrides ; elles ont également perdu tout statut légal d’immigration au Canada. Elles doivent donc demander que leur citoyenneté soit restaurée en application de l’article 11 de la Loi de 1977. Il est important de remarquer qu’aucun des projets de loi C-37 et C-24 n’a rendu automatiquement leur citoyenneté à ces individus. Ces derniers sont donc responsables de demander activement à la récupérer, faute de quoi ils sont considérés comme des immigrés illégaux et s’exposent aux poursuites judiciaires prévues par la Loi sur l'immigration et la protection des réfugiés.

##### Loi sur la citoyenneté canadiennede 1947
L’article 6 de la Loi sur la citoyenneté canadienne de 1947, en vigueur jusqu’en 1970, prévoyait que les citoyens canadiens par filiation devaient renoncer à toute citoyenneté étrangère et faire une déclaration de conservation lorsqu’ils atteignaient l’âge de 21 ans. Si cette démarche n’était pas effectuée avant leur 22e anniversaire, la citoyenneté canadienne leur était retirée ce jour-là.
Cette exigence a été assouplie en 1970. Le paragraphe 5(2) de la Loi de 1947, dans sa version amendée de 1970, spécifiait que les citoyens canadiens par filiation ne perdaient leur citoyenneté qu’à leur 24e anniversaire, et non plus à leur 22e comme auparavant. La conservation de la citoyenneté était octroyée à toute personne qui était domiciliée au Canada à son 21e anniversaire ou qui avait produit une déclaration de conservation de citoyenneté avant son 24e anniversaire. L’obligation légale de renoncer à une citoyenneté étrangère, en vigueur dans le texte original de la Loi de 1947, a également été abolie.
À la différence de la Loi sur la citoyenneté de 1977, qui exigeait des personnes concernées qu’elles fassent une demande de conservation, qui pouvait être refusée, la Loi de 1947 imposait en réalité une simple déclaration. En outre, aucune distinction n’était faite entre la première génération née à l’étranger de parents nés au Canada ou naturalisés, d’une part, et les générations suivantes nées à l’étranger, d’autre part. Cependant, le projet de loi C-37 a restreint la citoyenneté canadienne à la seule première génération née à l’étranger, tandis que la deuxième génération née à l’étranger et les suivantes en étaient exclues à moins d’avoir effectué une déclaration lorsque la Loi de 1947 était en vigueur.
Lorsque la Loi de 1947 a été complètement abrogée en 1977, seules les personnes nées avant le 15 février 1953 sont restées soumises aux anciennes règles de conservation de la citoyenneté. Les individus nés entre le 15 février 1953 et le 14 février 1977 sont devenus éligibles à la conservation de leur citoyenneté canadienne sans faire de démarche particulière.

## Naturalisation

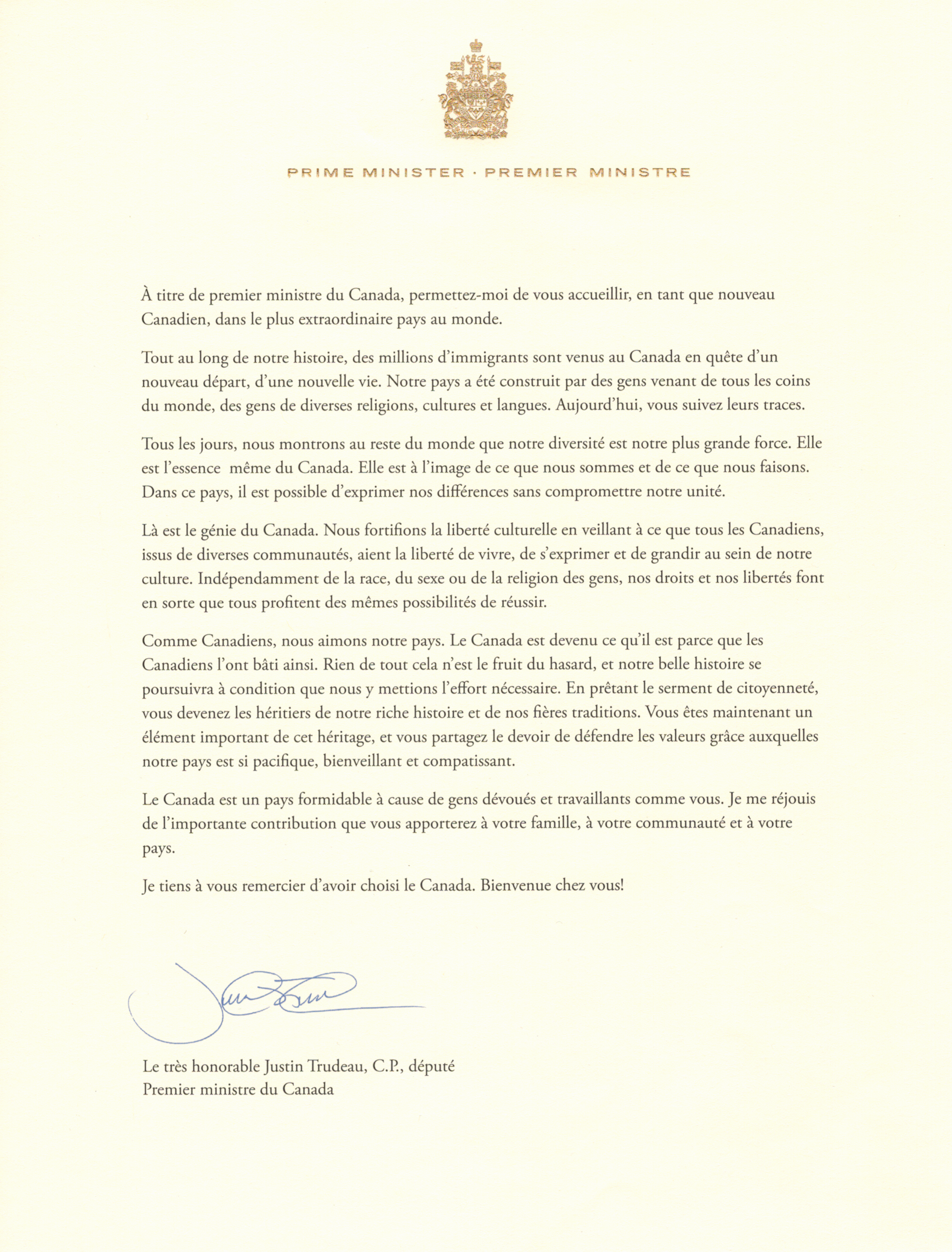
Lettre de bienvenue du Premier ministre Justin Trudeau remise aux nouveaux citoyens canadiens naturalisés en 2018.

Une personne peut demander la citoyenneté canadienne par naturalisation en vertu de l’article 5 de la Loi sur la citoyenneté, si les conditions requises sont satisfaites. Dans certains cas, ces exigences peuvent être totalement ou partiellement levées par le ministre.

### Exigences pour l’octroi de la citoyenneté

#### Législation en vigueur depuis 2017
D’après le paragraphe 5(1), toute personne peut, quel que soit son âge, demander la citoyenneté canadienne si elle répond à plusieurs critères spécifiques. D’une façon générale, la naturalisation est ouverte aux résidents permanents qui ont séjourné pendant une durée suffisante au Canada. Cette durée a été fixée en 2017 à trois ans (1 095 jours exactement) au cours des cinq années qui précèdent la demande, dont au moins deux ans avec le statut de résident permanent,,. Toutefois, les membres des Premières Nations ayant le statut d’Indien (au sens de la Loi sur les Indiens) et les personnes travaillant au sein des Forces armées canadiennes sont éligibles à la naturalisation sans être résidents permanents, selon des critères spécifiques.
Dans tous les cas, les candidats doivent être à jour de leurs déclarations de revenus, tel que prévu par la Loi sur l’impôt sur le revenu, et n’être visés par aucune des interdictions de nature pénale prévues par la Loi sur la citoyenneté. Ainsi, les individus faisant l’objet, au moment de leur demande, d’une procédure criminelle en cours, d’une peine d’emprisonnement, d’une libération conditionnelle ou d’une mesure de renvoi ne sont pas éligibles à la naturalisation. Il en va de même pour les personnes reconnues coupables de crime de guerre ou de crime contre l’humanité.
Tous les candidats âgés de 18 à 54 ans doivent en outre réussir l’examen de citoyenneté canadienne et faire la preuve d’une connaissance suffisante du français ou de l’anglais. Cette exigence linguistique peut être satisfaite en réussissant un examen de langue agréé, ou encore en fournissant des preuves de suivi d’études secondaires ou post-secondaires dans l’une des langues officielles.
Les candidats doivent continûment satisfaire à l’ensemble de ces exigences pendant tout le processus, c’est-à-dire de la date à laquelle ils déposent leur demande jusqu’à celle à laquelle ils prêtent serment.

#### Anciennes exigences d’avant 2017
Avant l’entrée en vigueur du projet de loi C-24 de 2015, ou Loi renforçant la citoyenneté canadienne, les exigences en matière de temps passé au Canada étaient de 1 095 jours au cours des 4 années précédant la demande, dont deux ans au moins en tant que résident permanent. Le temps passé au Canada en tant que résident temporaire pouvait être compté pour un maximum d’un an. Les exigences linguistiques et de connaissance du Canada ne s’appliquaient qu’aux personnes âgées de 18 à 54 ans. Entre le 17 juin 2015 et le 11 octobre 2017, la durée minimale de présence physique a été étendue à 4 ans au cours des 6 années précédant leur demande, les candidats devant en outre avoir passé plus de 183 jours au Canada au cours de chacune des 4 années précédant leur demande. Le temps passé au Canada en tant que résident temporaire ou personne protégée ne comptait plus dans le calcul de la période de résidence.
Le projet de loi C-6, entré en vigueur le 19 juin 2017, a aboli l’âge minimum pour demander la citoyenneté en vertu du paragraphe 5(1), fixé auparavant à 18 ans, ainsi que l’obligation d’avoir l’intention de demeurer au Canada ou de continuer à servir dans les Forces armées canadiennes. De plus, la période de résidence minimale a été abaissée à 3 ans au cours des 5 années précédant la demande, et les candidats n’ont plus besoin d’avoir résidé au moins 183 jours par année au Canada au cours de cette période. Comme c’était le cas avant 2015, le temps passé au Canada comme résident temporaire ou personne protégée compte, dans une certaine limite, dans le calcul de la période de résidence, et les tests de langue et de connaissances du Canada ne s’appliquent plus aux personnes de moins de 18 ans ou de plus de 54 ans.

#### Controverse juridique sur l’exigence de résidence au Canada
La justice canadienne a rendu plusieurs décisions au sujet de l’interprétation de l’exigence de résidence au Canada s’appliquant aux demandes de naturalisation. En effet, non seulement la version originale de la Loi sur la citoyenneté ne définissait pas précisément la notion de résidence, mais elle interdisait en plus d’interjeter appel d’une décision de la Cour fédérale en matière de citoyenneté devant la Cour d'appel fédérale ou la Cour suprême. Ce flou juridique a engendré une grande controverse et, d’après une décision de la Cour fédérale, « beaucoup d’ennuis et de doutes au fil des ans ».
Avec le temps, les juges de la Cour fédérale ont développé principalement deux écoles de pensée au sujet de la notion de résidence. D’une part, dès 1978, le juge en chef adjoint Arthur L. Thurlow, dans sa décision Papadogiorgakis (Re),, est d’avis que la notion de résidence n’est pas qu’un simple décompte des jours passés au Canada, mais plutôt une mesure du degré auquel une personne, en pensée ou dans les faits, établit, maintient ou centralise au Canada son mode de vie habituel, ce qui comprend ses relations sociales, ses intérêts et ses avantages. La question est alors plutôt de déterminer si le demandeur a suffisamment d’attaches pour que le Canada soit considéré comme son pays, indépendamment de ses éventuelles absences du territoire. Plus tard, en 1992, dans sa décision Koo (Re), la juge Barbara Reed précise que la Cour fédérale, lorsqu’elle est saisie au sujet de la période de résidence, doit examiner une série de facteurs pour déterminer si le requérant a réellement centralisé son mode de vie au Canada, le principe général étant que les attaches du demandeur doivent être plus fortes avec le Canada qu’avec tout autre pays.
Toutefois, une jurisprudence différente, découlant de la décision du juge Francis Muldoon dans Pourghasemi (Re) en 1993, met l’accent sur le fait que le candidat à la citoyenneté doit être immergé dans la société canadienne et qu’il ne peut, de ce fait, vivre ailleurs qu’à son domicile légal canadien. Ainsi, tout requérant doit fournir la preuve d’une présence physique réelle sur le territoire canadien pendant toute la période visée dans la Loi sur la citoyenneté.
La coexistence de ces jurisprudences disparates, et pourtant aussi valides les unes que les autres, a conduit des juges à déclarer que « le droit [de la citoyenneté] accuse un problème important », qu’« il ne peut y avoir deux interprétations correctes de l'alinéa 5(1)c », que « le système d’octroi de la citoyenneté ne suscitera pas la confiance si le traitement d’une même demande donne lieu à l’application de différents critères en raison de l’existence de conceptions juridiques différentes au sein du Bureau de la citoyenneté », qu’il existe « une incertitude scandaleuse en droit » ou encore qu’« il ne fait aucun doute que l’examen des décisions de la Cour en matière de citoyenneté montre que le processus d’obtention de la citoyenneté en pareilles circonstances n’est ni plus ni moins qu’une loterie ».
En 2010, un consensus judiciaire relatif a semblé émerger sur la façon de trancher les questions de résidence. La Cour fédérale a en effet pris plusieurs décisions prévoyant que le juge de la citoyenneté doit appliquer une approche hybride fondée sur deux tests. D’abord, le juge évalue si, en vertu du principe de la charge de la preuve, le candidat a bien apporté la preuve qu’il totalise 1 095 jours de présence physique, auquel cas l’exigence en matière de résidence est réputée remplie. Si le candidat échoue à ce premier test, le juge doit évaluer sa demande à la lumière de la jurisprudence référant au « mode de vie centralisé au Canada », orientée par la liste non exhaustive de critères énoncés dans la décision Koo (Re),,. Cependant, ce compromis fini par être rapidement rejeté par les juges de la Cour fédérale, qui ont à nouveau plaidé pour que le législateur intervienne et mette fin au fiasco juridique de l’exigence de résidence,,.

### Dispositions spéciales

#### Enfants ayant un parent ou un tuteur canadien
Depuis le 19 juin 2017, un mineur de moins de 18 ans peut demander la citoyenneté individuellement en vertu du paragraphe 5(1) s’il satisfait à tous les critères. Dans le cas contraire, son parent ou son tuteur peut demander la citoyenneté pour lui en vertu du paragraphe 5(2), qui impose moins d’exigences et des frais plus faibles. Pour cela, l’enfant doit être résident permanent et au moins un de ses parents doit être citoyen canadien ou avoir une demande de citoyenneté en cours. La demande de naturalisation peut toutefois être déposée par le parent non canadien,,.
Les demandes faites en vertu du paragraphe 5(2) ne sont pas soumises à l’exigence de temps passé au Canada. Les demandeurs ne sont pas non plus tenus de faire la preuve de leur connaissance du Canada et de leur maîtrise d’une des langues officielles, car ces exigences ne s’appliquent plus aux personnes de moins de 18 ans depuis 2017. Enfin, les mineurs de moins de 14 ans qui sont naturalisés ne sont pas non plus tenus de prêter le serment de citoyenneté ni d’assister à une cérémonie de citoyenneté.

#### Enfants apatrides nés d’un parent canadien par filiation
Lorsque le projet de loi C-37 est entré en vigueur en 2009, une nouvelle disposition, le paragraphe 5(5), a été introduite pour fournir une passerelle vers la citoyenneté aux enfants qui sont apatrides parce que leur parent devenu canadien par filiation n’a pas pu leur transmettre sa citoyenneté. Pour être éligibles, les demandeurs doivent être nés hors du Canada à compter du 17 avril 2009 d’au moins un parent ayant obtenu la citoyenneté canadienne par filiation et être apatrides depuis leur naissance (c’est-à-dire ne pas avoir demandé, perdu ou renoncé à la citoyenneté d’un autre pays). Ils doivent également avoir résidé pendant une durée suffisante au Canada (fixée à 1 095 jours au cours des 4 années précédentes) et être âgés de moins de 23 ans lorsque la demande est présentée.
À la différence des paragraphes 5(1) et 5(2), le paragraphe 5(5) n’exige pas que le demandeur ait le statut de résident permanent pour présenter une demande (pourvu que l’exigence de résidence soit respectée). De plus, les demandeurs ne sont pas tenus d’assister à une cérémonie ni de prêter le serment de citoyenneté. Les autres exigences, par exemple relatives à la transmission des déclarations de revenus, ne s’appliquent pas non plus à eux.
Depuis le 19 juin 2017, il est également possible pour ces enfants de demander un octroi discrétionnaire de la citoyenneté en vertu du paragraphe 5(4) au seul motif d’être apatride, ce qui revient à contourner toutes les autres exigences du paragraphe 5(5) qui fait pourtant toujours partie de la Loi sur la citoyenneté.

#### Pouvoirs discrétionnaires du ministre de l’immigration
Aux termes du paragraphe 5(3), le ministre peut, pour des raisons d’ordre humanitaire, dispenser un candidat de l’obligation de respecter les exigences linguistiques, et de celle de passer l’examen de citoyenneté canadienne. Il peut également lever l’obligation de prêter le serment de citoyenneté pour des personnes présentant une déficience mentale.
De plus, en vertu du paragraphe 5(4), le ministre peut octroyer la citoyenneté de façon discrétionnaire à des personnes qui sont dans « une situation particulière et inhabituelle de détresse », ont rendu des « services exceptionnels » au Canada, ou sont apatrides. Ces personnes ne sont assujetties à aucune exigence particulière pour obtenir la citoyenneté.
En 2018, la Cour fédérale du Canada, dans son jugement Halepota c. Canada, a statué que des services exceptionnels rendus à l’Organisation des Nations unies (ONU), et non directement au Canada, rendaient malgré tout la personne concernée éligible à une naturalisation exceptionnelle en vertu du paragraphe 5(4). Dans cette affaire, une des décideuses principales d’IRCC a déterminé que la demandeuse, une résidente permanente du Canada et responsable haut-placée du Haut Commissariat des Nations unies pour les réfugiés (HCNUR), n’était pas éligible à la naturalisation au titre du paragraphe 5(4) parce qu’elle n’avait pas rendu de services notables au Canada qui soient de nature à lui donner accès à la citoyenneté. La décideuse a mis en avant que la majeure partie du travail de la demandeuse auprès du HCNUR avait été effectuée hors du Canada, quand bien même son action était « louable » et « concordait avec la mission d’aide humanitaire du Canada ». Le juge de la Cour fédérale a finalement statué que, le Canada étant membre de l’ONU, des services exceptionnels rendus à l’ONU et à ses agences devaient, dans le cadre de demandes de citoyenneté, être considérés comme des « services exceptionnels rendus au Canada » au sens de la Loi sur la citoyenneté. En conséquence, la décision initiale d’IRCC a été cassée et la demande a été renvoyée pour être de nouveau examinée en tenant compte du jugement de la Cour.

### Cérémonie de citoyenneté

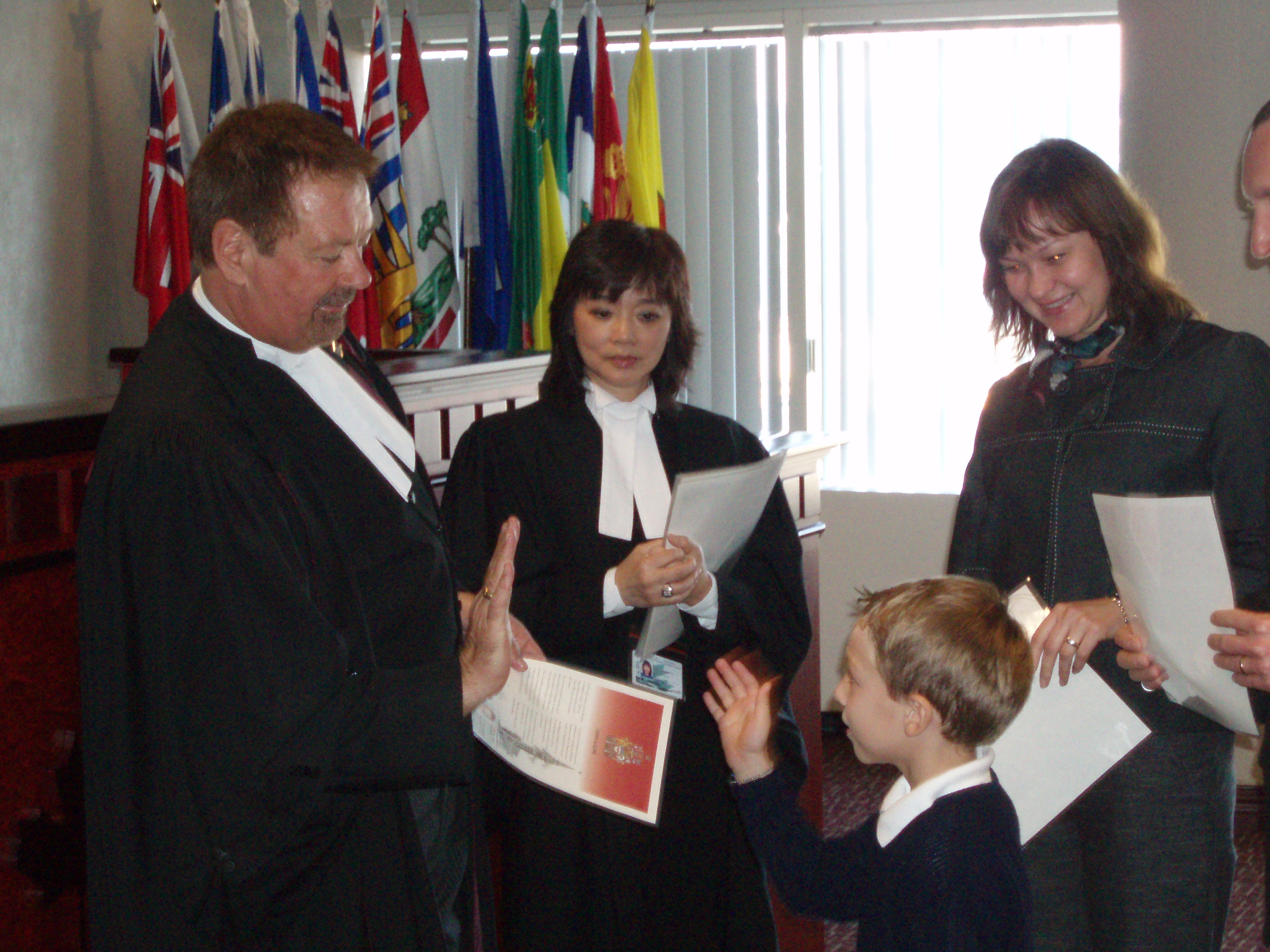
Un enfant naturalisé par un juge de la citoyenneté lors d’une cérémonie de citoyenneté canadienne.

Tous les candidats à la naturalisation âgés de 14 ans ou plus (à l’exception de ceux naturalisés en vertu du paragraphe 5(5) et de ceux ayant reçu une dispense du ministre) doivent assister à une cérémonie de citoyenneté canadienne qui constitue la dernière étape du processus.
Ces cérémonies sont présidées par un juge de la citoyenneté ou par un maître de cérémonie bénévole, choisi le plus souvent parmi les personnes ayant été distinguées par une décoration, par exemple les membres de l’Ordre du Canada. Un agent de la Gendarmerie royale du Canada en tunique rouge est souvent présent pour ouvrir la cérémonie et veiller à l’application de la loi. Les cérémonies de citoyenneté peuvent également faire intervenir des invités de marque et des représentants de groupes communautaires.
Pendant la cérémonie, les candidats à la naturalisation prononcent tous ensemble le serment de citoyenneté, par lequel ils prêtent allégeance au monarque du Canada et jurent fidélité aux lois et aux coutumes du Canada. Ils deviennent légalement de nouveaux Canadiens au moment où ils ont terminé de prêter serment. Après avoir chanté l’hymne national, Ô Canada, ils se voient remettre un certificat de citoyenneté imprimé, qui constitue une preuve légale de leur citoyenneté canadienne.
Avant février 2012, les nouveaux citoyens recevaient une carte de citoyen au format portefeuille et un certificat imprimé commémoratif, mais seule la carte pouvaient être utilisée comme preuve légale de leur citoyenneté.

## Adoption

### Législation en vigueur depuis 2007
Depuis 2007, toute personne adoptée par un citoyen canadien est éligible à devenir canadienne aux termes de l’article 5.1 de la Loi sur la citoyenneté. Cela concerne les individus adoptés à compter du 1er janvier 1947 (ou du 1er avril 1949 pour les résidents de Terre-Neuve), ainsi que ceux adoptés avant cette date et dont les parents sont devenus canadiens à cette même date. L’adoption doit être reconnue légalement au Canada et dans le pays d’origine de l’enfant, ainsi que par le Gouvernement du Québec, le cas échéant.
Pour qu’un enfant soit éligible à l’article 5.1, au moins un de ses parents adoptifs doit détenir la citoyenneté canadienne et être en mesure de la lui transmettre par filiation (c’est-à-dire, ne pas l’avoir lui-même reçue par filiation ou par adoption). Toutefois, cette restriction ne s’applique pas si le parent adoptif travaillait, au moment de l’adoption, pour les Forces armées canadiennes ou une administration publique fédérale ou provinciale (ou s’il a lui même un parent biologique ou adoptif qui était dans cette situation lors de sa propre naissance ou adoption).
Dans les autres cas, une demande de résidence permanente puis de naturalisation en vertu de l’article 5 doit être effectuée. Même si leur enfant est éligible à la procédure de l’article 5.1, des parents adoptifs peuvent se tourner délibérément vers l’article 5, car les personnes adoptées ayant acquis la citoyenneté canadienne en vertu de l’article 5.1 ne peuvent transmettre leur citoyenneté canadienne par filiation, alors que celles l’ayant obtenue par naturalisation le peuvent.

#### Adoptions de complaisance
Lors du traitement d’une demande de citoyenneté par adoption, l’administration vérifie qu’il ne s’agit pas d’une adoption de complaisance, c’est-à-dire faite dans le seul but d’obtenir la citoyenneté canadienne. En particulier, si la personne adoptée a 18 ans ou plus au moment de la demande, il faut apporter la preuve qu’elle entretenait déjà une relation filiale authentique avec ses parents adoptifs avant d’avoir 18 ans.
Sur cette question, la Cour d'appel fédérale a jugé en 2014, dans son arrêt Canada c. Dufour, qu’un agent de la citoyenneté ne pouvait pas déraisonnablement refuser une demande formulée aux termes du paragraphe 5.1(3) de la Loi sur la citoyenneté si le Gouvernement du Québec a validé totalement l’adoption du demandeur, et qu’il ne pouvait considérer une adoption faite au Québec comme une adoption de complaisance que s’il produisait une preuve tangible des intentions frauduleuses du demandeur à l’égard du droit québécois. Dans cette affaire, le demandeur était un citoyen haïtien ayant été adopté par un homme québécois. Même si un tribunal du Québec avait validé cette adoption, l’agent de la citoyenneté avait estimé qu’il s’agissait d’une adoption de complaisance, arguant du fait qu’elle n’avait pas été approuvée par le bon service du gouvernement haïtien, et que le demandeur était arrivé au Canada avec un visa de visiteur au lieu du statut de résident permanent exigé par la loi. La Cour d’appel fédérale a statué que l’agent de la citoyenneté n’avait pas correctement vérifié l’authenticité de l’adoption en omettant de contacter les autorités québécoises compétentes, et qu’il avait donc échoué à prouver que cette adoption était effectivement frauduleuse. Cet arrêt est venu confirmer une première décision de la Cour fédérale datant de 2013.

### Situation avant 2007
Avant 2007, aucune disposition ne figurait dans la Loi sur la citoyenneté pour permettre aux personnes adoptées de devenir canadiennes sans passer par la procédure classique d’immigration et de naturalisation. Cette situation a été contestée devant la justice fédérale. Ainsi, en 1999, dans son arrêt Canada c. McKenna, la Cour d'appel fédérale a jugé discriminatoire le fait que les enfants nés à l’étranger de parents canadiens obtiennent automatiquement la citoyenneté alors que les enfants adoptés à l’étranger par des parents canadiens doivent d’abord obtenir la résidence permanente aux termes de l’alinéa 5(2)a) de la Loi sur la citoyenneté, qui fait lui-même référence aux critères définis dans la Loi sur l’immigration en matière de résidence permanente. La Cour a rappelé que le ministre avait l’obligation, conformément à l’alinéa 15(1)g) de la Loi canadienne sur les droits de la personne, de fournir une justification de bonne foi à cette situation.
Cependant, dans la même décision, la Cour d’appel fédérale a aussi déclaré que le Tribunal canadien des droits de la personne (en), qui s’était penché plus tôt sur l’affaire, était sorti de son champ de compétence en statuant que l’attribution de la citoyenneté constituait un « service destiné au grand public » au sens de la Loi canadienne sur les droits de la personne, et qu’il avait enfreint les règles de la justice naturelle en omettant d’indiquer au ministre que les dispositions de la Loi sur la citoyenneté faisaient l’objet d’un litige.
En mai 2006, le gouvernement fédéral a présenté le projet de loi C-14, intitulé Loi modifiant la Loi sur la citoyenneté (adoption), pour permettre aux enfants adoptés de demander la citoyenneté immédiatement après l’adoption, sans avoir à obtenir d’abord la résidence permanente. Cette loi a reçu la sanction royale le 22 juin 2007. Depuis lors, la plupart des personnes adoptées acquièrent automatiquement la citoyenneté lorsque la procédure d’adoption est finalisée, même pour les adoptions ayant eu lieu avant les changements. En conséquence, la décision Canada c. McKenna n’a plus lieu d’être appliquée.
En outre, certains enfants nés à l’étranger et adoptés par des Canadiens qui avaient été privés de la citoyenneté canadienne par les restrictions de la Loi sur la citoyenneté canadienne de 1947 ont bénéficié d’une réintégration massive dans la citoyenneté en 2009 (s’ils avaient été adoptés après 1er janvier 1947) ou en 2015 (s’ils avaient été adoptés avant et à condition que leurs parents adoptifs puissent transmettre leur citoyenneté par filiation).

## Répudiation de la citoyenneté
Un citoyen canadien peut souhaiter, pour diverses raisons, que sa citoyenneté soit répudiée. Il doit pour cela en faire la demande directement au gouvernement fédéral, et ne cessera d’être canadien que lorsque le gouvernement l’aura approuvé. Le Canada ne reconnaît pas comme une demande volontaire de répudiation le seul fait de renoncer à sa citoyenneté canadienne devant un gouvernement étranger (par exemple, en prêtant le serment d’allégeance aux États-Unis).
D’une façon générale, il existe deux types de renonciation : celui prévu au paragraphe 9(1) de la Loi sur la citoyenneté, applicable à toutes les demandes, et celui décrit à l’article 7.1 du Règlement sur la citoyenneté. Ce dernier est une procédure allégée qui s’applique spécifiquement aux personnes ayant acquis automatiquement la citoyenneté en 2009 et en 2015. Toutes les répudiations de la citoyenneté doivent être approuvées par le Gouverneur en conseil, qui a le pouvoir de refuser une demande pour des raisons liées à la sécurité nationale.

### Cas général
Pour voir sa citoyenneté répudiée au titre du paragraphe 9(1), le demandeur doit avoir 18 ans ou plus, posséder déjà la nationalité d’un autre pays (ou être en mesure de l’obtenir si la demande de répudiation est approuvée) et ne pas résider en dehors du Canada. Il doit également ne pas souffrir d’une déficience mentale le rendant incapable de comprendre les conséquences de la répudiation.
Dans tous les cas, le demandeur peut être convoqué pour une entrevue. Dans certains cas, le ministre peut lever l’exigence de résidence au Canada et celle de capacité mentale.
Il n’est pas possible pour une personne de demander la répudiation de sa citoyenneté alors qu’elle est visée par une procédure de révocation en cours.

### Dispositions spécifiques
L’article 7.1 sur Règlement sur la citoyenneté facilite l’accès à la répudiation pour les individus dont la citoyenneté canadienne a été massivement restaurée en 2009 et 2015. Pour être éligible, le demandeur doit avoir acquis ou ré-acquis sa citoyenneté canadienne en application des amendements de 2009 et 2015 et posséder déjà la nationalité d’un autre pays (ou être en mesure de l’obtenir si la demande de répudiation est approuvée). Il ne doit pas non plus présenter de déficience mentale le rendant incapable de comprendre les conséquences de la répudiation, mais le ministre peut là encore lever cette exigence.
Les personnes faisant leur demande au titre de l’article 7.1 n’ont pas à se présenter à une entrevue, ni s’acquitter de frais particuliers pour la répudiation.

### Réintégration dans la citoyenneté canadienne
Le paragraphe 11(1) de la Loi sur la citoyenneté dispose qu’un ancien citoyen canadien ayant volontairement et légalement renoncé à sa citoyenneté peut la recouvrer, s’il est résident permanent, a été physiquement présent au Canada comme résident permanent pendant au moins 365 jours au cours des deux années précédant la demande, et a produit, si la loi l’impose, ses déclarations de revenus.
Cette dernière exigence a été introduite par le projet de loi C-24 lors de son entrée en vigueur le 11 juin 2015. Ce même projet de loi avait également introduit l’obligation d’avoir l’intention de résider au Canada, mais celle-ci a finalement été abrogée le 19 juin 2017 lorsque le projet de loi C-6 a reçu la sanction royale,.
Les personnes qui ont perdu leur citoyenneté par révocation ne peuvent pas obtenir de réintégration. Elles doivent passer par une procédure de naturalisation, à moins qu’interdiction ne leur en ait été faite auparavant.

## Révocation de la citoyenneté ou de la répudiation de la citoyenneté

### Législation en vigueur depuis 2018

#### Procédure de révocation
Le paragraphe 10(1) de la Loi sur la citoyenneté précise que le ministre peut déclencher cette procédure s’il est convaincu qu’un individu a acquis ou conservé la citoyenneté canadienne, qu’il en a obtenu la répudiation ou qu’il a été réintégré dans celle-ci en faisant de fausses déclarations (par exemple au sujet de la période de résidence au Canada), en fraudant ou en dissimulant de façon intentionnelle des faits essentiels. La révocation de la citoyenneté prévue par le paragraphe 10(1) concerne normalement les citoyens naturalisés, mais peut aussi s’appliquer à ceux ayant obtenu la conservation de leur citoyenneté par filiation.
Depuis le 11 janvier 2018, tous les cas de révocation doivent être tranchés par la Cour fédérale, à moins que la personne concernée ne demande spécifiquement que le ministre prenne lui-même la décision. Dans les autres cas, le ministre n’a plus la compétence pour révoquer unilatéralement la citoyenneté d’une personne sans passer par la voie judiciaire. Toutefois, la dernière partie du projet de loi C-6, entrée en vigueur le 5 décembre 2018, donne aux agents d’Immigration, Réfugiés et Citoyenneté Canada le pouvoir de saisir tout document frauduleux ou présumé frauduleux dans le contexte d’une enquête en révocation de citoyenneté.

#### Statut après la révocation
La personne frappée d’une révocation de la citoyenneté reprend le statut de résident permanent (si elle avait fraudé pour acquérir ou réintégrer la citoyenneté) ou bien perd tout statut légal au Canada (si elle avait fraudé dès l’obtention de sa résidence permanente). En théorie, les individus dans ce dernier cas peuvent devenir apatrides s’ils ne possèdent pas d’autre nationalité au moment de la décision finale.
Les individus se retrouvant étrangers à la suite d’une révocation font l’objet d’une mesure de renvoi. Ceux ayant retrouvé le statut de résident permanent peuvent aussi être renvoyés s’ils constituent une menace pour la sécurité publique ou s’ils sont responsables de violations des droits humains ou d’actes reliés au crime organisé.
La loi prévoit également qu’une décision de révocation puisse être prononcée à l’encontre de citoyens canadiens ayant fraudé lors de leur demande de répudiation de la citoyenneté. Dans ce cas, ce n’est donc pas l’acquisition mais la perte de la citoyenneté qui est révoquée : les individus concernés sont condamnés à garder le statut de citoyen canadien.

### Législation d’avant 2018
Avant 2015, la révocation ne pouvait s’appliquer qu’aux citoyens naturalisés, et le Gouverneur général en conseil devait obligatoirement en être avisé.
Entre 2015 et 2017, la politique en matière de révocation a été restructurée. Des pouvoirs plus grands ont été conférés au ministre et à son administration, qui ont pu procéder unilatéralement à des révocations sans inclure le Gouverneur en conseil. Le paragraphe 10(2), dans sa version amendée par le projet de loi C-24, spécifiait des cas supplémentaires dans lesquels le ministre pouvait ordonner une révocation de citoyenneté, parmi lesquels une peine d’emprisonnement à perpétuité prononcée pour trahison, ou encore une peine d’emprisonnement de 5 ans ou plus pour actes de terrorisme prononcée par un tribunal canadien ou étranger. Ces révocations ne pouvaient s’appliquer qu’aux personnes ayant au moins une autre citoyenneté. Cette nouvelle politique a fait presque décupler le nombre de révocations par rapport à 2014.
Cependant, ces dispositions ont été contestées devant les tribunaux. En mai 2017, la Cour fédérale a décidé, dans son arrêt Hassouna c. Canada, que les paragraphes 10(1), 10(3) et 10(4) de la Loi sur la citoyenneté violaient l’alinéa 2e) de la Déclaration canadienne des droits en ce qu’ils « [privaient] les demandeurs de leur droit à une audience équitable conformément aux principes de justice fondamentale ». En conséquence, les décisions de révocation prononcées à l’encontre des huit plaignants ont été immédiatement cassées. De plus, le 10 juillet 2017, une fois écoulé un délai de 60 jours accordé au gouvernement fédéral pour faire appel, tous les paragraphes de l’article 10 ont été suspendus. Le même jour, un juge fédéral a annulé la révocation de citoyenneté de 312 personnes.
Le 11 janvier 2018, l’entrée en vigueur des dernières dispositions du projet de loi C-6 a réformé l’article 10 de la Loi sur la citoyenneté. Le paragraphe 10(2) a été abrogé et de nouvelles dispositions ont été introduites pour faire systématiquement intervenir la Cour fédérale dans les décisions de révocation, si bien que le ministre ne peut plus prendre de décision unilatérale. Zakaria Amara (en), citoyen canadien et jordanien condamné pour son implication dans le complot terroriste de 2006 en Ontario, est la seule personne dont la citoyenneté canadienne ait été révoquée en application du paragraphe 10(2), avant qu’elle ne lui soit finalement rendue en 2017.

## Réintégrations massives dans la citoyenneté canadienne

### Les «Canadiens perdus»
L’expression « Canadiens perdus (en) » désigne des individus qui se pensaient titulaires de la citoyenneté canadienne, alors qu’ils l’avaient perdue ou ne l’avaient jamais obtenue aux termes de la loi.

#### Perte du statut de sujet britannique avant 1947
Lors de sa création, la citoyenneté canadienne a été octroyée automatiquement à toutes les personnes résidant au Canada et détenant le statut de sujet britannique au 1er janvier 1947 (ou au 1er avril 1949 pour Terre-Neuve). Toutefois, de nombreuses personnes qui avaient perdu ce statut n’ont pas reçu la citoyenneté canadienne à cette date. Cette situation concernait notamment les personnes ayant acquis, avant 1947, la nationalité d’un pays extérieur à l’Empire britannique par naturalisation.
On peut aussi citer le cas des femmes ayant épousé, avant 1947, un homme qui n’était pas un sujet britannique. Ces femmes ont alors perdu leur statut de sujet britannique dès leur mariage (entre le 22 mai 1868 et le 14 janvier 1932) ou au moment où elles ont formellement acquis la nationalité de leur mari (entre le 15 janvier 1932 et le 31 décembre 1946), et n’ont donc pas pu acquérir la citoyenneté canadienne en 1947.
La catégorie des « Canadiens perdus » comprenait aussi des « épouses de guerre », c’est-à-dire des femmes étrangères ayant épousé un militaire canadien en temps de guerre, et venues vivre au Canada sans avoir jamais été naturalisées.

#### Perte ou non-obtention de la citoyenneté entre 1947 et 1977
Même après l’entrée en vigueur de la Loi sur la citoyenneté canadienne de 1947, la perte automatique de la citoyenneté canadienne a continué d’être possible jusqu’au 14 février 1977. Par exemple, l’acquisition volontaire (autrement que par le mariage) de la citoyenneté d’un autre pays entraînait la perte de la citoyenneté canadienne, même si le pays étranger était membre du Commonwealth, et même si l’individu concerné résidait au Canada.
On a aussi désigné comme « Canadiens perdus » certains individus nés à l’étranger de parents canadiens qui n’avaient jamais été déclarés au Canada. Il s’agissait notamment d’enfants de militaires canadiens, ainsi que d’enfants nés dans des hôpitaux américains le long de la frontière canado-américaine, qui ont automatiquement acquis la citoyenneté américaine à la naissance.
En outre, les Canadiens par filiation résidant à l’étranger pouvaient perdre leur citoyenneté s’ils ne demandaient pas expressément à la conserver avant l’âge de 22 ans (pour les personnes nées en 1948 ou avant) ou de 24 ans (pour les personnes nées entre 1948 et 1953).
Enfin, jusqu’en 1967, les Canadiens naturalisés perdaient automatiquement leur citoyenneté s’ils s’absentaient du Canada pendant plus de six ans (avec certaines exceptions).
Dans tous les cas, la perte de la citoyenneté canadienne s’étendait aux enfants de la personne concernée, plus exactement aux enfants légitimes pour le père et aux enfants naturels ou faisant l’objet d’un droit de garde pour la mère, à condition que l’enfant détienne une autre citoyenneté,.

### Médiatisation et débat en 2007
Le problème a surgi pour la première fois en février 2007, alors que le Comité permanent de la citoyenneté et de l'immigration à la Chambre des communes a procédé à l’audition de plusieurs « Canadiens perdus » qui avaient découvert leur situation en demandant un passeport canadien. Un de ces témoins, Don Chapman, a déclaré qu’il estimait que 700 000 Canadiens avaient perdu leur citoyenneté ou risquaient de la perdre. Cependant, la ministre de l’Immigration et de la Citoyenneté Diane Finley a indiqué que ses services n’avaient reçu que 881 demandes à ce sujet. Le 19 février 2007, elle a octroyé la citoyenneté à 33 de ces individus. Les médias canadiens ont rapporté que certaines personnes affectées par le problème venaient de localités situées près de la frontière canado-américaine et étaient nées dans des hôpitaux américains, tandis que d’autres, en particulier des mennonites, étaient nées de parents canadiens à l’étranger. Une enquête de la chaîne de télévision CBC News, basée sur les données du recensement canadien, a conclu que le problème devait probablement affecter de 10 000 à 20 000 personnes résidant au Canada à l’époque.
Le 29 mai 2007, la ministre Diane Finley a annoncé une proposition d’amendement à la Loi sur la citoyenneté de 1977, afin de réintégrer dans la citoyenneté toutes les personnes qui l’avaient perdue sans le savoir à cause des mécanismes de perte automatique prévus dans la Loi de 1947. Cette proposition est finalement devenue le projet de loi C-37, entré en vigueur en 2009. Alors qu’elle comparaissait devant le Comité permanent de la citoyenneté et de l'immigration, Diane Finley a précisé qu’à la date du 24 mai 2007, il n’y avait que 285 personnes dont le statut de citoyenneté avait besoin d’être résolu. Dans la mesure où les personnes nées avant 1947 n’étaient pas visées par le projet de loi C-37, elles ont dû demander une naturalisation spéciale, ou attendre l’entrée en vigueur du projet de loi C-24 en 2015.
Par ailleurs, à la même époque, le cas de Joseph Taylor, un individu né à l’étranger d’un père militaire canadien et d’une mère étrangère non mariés, a été médiatisé en relation avec le problème des « Canadiens perdus ». En septembre 2006, la Cour fédérale a statué que Joseph Taylor était réputé citoyen canadien depuis le jour de son arrivée au Canada après la fin de la Seconde Guerre mondiale, et qu’il n’avait pas perdu ce statut depuis même s’il vivait à l’étranger. Toutefois, ce jugement a été cassé en novembre 2007 par la Cour d’appel fédérale, qui a statué que M. Taylor avait perdu sa citoyenneté en vertu de l’article 20 de la Loi sur la citoyenneté canadienne de 1947 (absence du Canada pendant dix années consécutives) et qu’il était de ce fait impossible d’accéder à sa requête. Cependant, la Cour a reconnu son droit à un octroi spécial de la citoyenneté aux termes du paragraphe 5(4) de la Loi sur la citoyenneté de 1977, ce qui lui a permis de l’acquérir en décembre 2007.

### Réformes de 2009 et 2015
Le 17 avril 2009, le projet de loi C-37 a rendu la citoyenneté canadienne à toutes les personnes qui l’avaient obtenue le 1er janvier 1947 en tant que sujets britanniques, ou après en naissant ou en étant naturalisées au Canada, et qui l’avaient involontairement perdue à cause des mécanismes automatiques de perte de citoyenneté prévus dans la Loi sur la citoyenneté canadienne de 1947. Leurs éventuels descendants faisant partie de la première génération, nés à l’étranger ont également été automatiquement réintégrés le même jour,.
Le 11 juin 2015, le projet de loi C-24 a étendu cette réintégration massive aux individus nés ou naturalisés au Canada qui avaient perdu leur statut de sujets britanniques avant 1947 ainsi que, le cas échéant, à la première génération de leurs descendants nés à l’étranger,. Toutefois, les personnes qui avaient volontairement renoncé à leur statut de sujet britannique ou qui s’étaient vu retirer ce statut n’ont pas bénéficié des nouvelles dispositions de 2015.
Le projet de loi C-24 a permis à la majorité des ex-sujets britanniques de réintégrer la citoyenneté. Toutefois, certaines femmes ayant perdu le statut de sujet britannique avant 1947 n’ont pas pu en bénéficier tout de suite. Généralement, il s’agissait de femmes qui étaient nées dans une autre partie de l’Empire britannique que le Canada, avaient résidé suffisamment longtemps au Canada pour obtenir la citoyenneté au titre de la Loi sur la citoyenneté canadienne de 1947 mais avaient perdu leur statut de sujet britannique, notamment en épousant un étranger avant 1947 ou parce que leur mari avait été naturalisé à l’étranger. Ces personnes peuvent maintenant acquérir la citoyenneté canadienne en vertu du paragraphe 11(2) de la Loi sur la citoyenneté de 1977 en présentant une simple déclaration accompagnée des preuves requises à Immigration, Réfugiés et Citoyenneté Canada. Aucune autre exigence ne s’applique.
Malgré les réformes de 2009 et 2015, la Loi de 1947 continue à avoir des conséquences de nos jours. Par exemple, en juillet 2017, Larissa Waters, une femme politique australienne native de Winnipeg au Manitoba, a été contrainte de démissionner de son mandat de sénatrice parce qu’elle avait la double citoyenneté canadienne et australienne. La jurisprudence locale interprète en effet l’article 44 de la Constitution australienne comme une interdiction faite aux personnes ayant plusieurs citoyennetés de se présenter à une élection. Larissa Waters, qui est née au Canada de parents australiens une semaine avant l’entrée en vigueur de la Loi sur la citoyenneté en 1977, a affirmé qu’elle n’était pas au courant des modifications de la législation canadienne et qu’elle n’avait pas été correctement informée par ses parents, qui lui ont toujours dit qu’elle cesserait d’être canadienne à l’âge de 21 ans. Sa demande allait toutefois à l’encontre du droit des deux pays en matière de nationalité.

### Réintégration des Canadiens japonais expulsés
Le 22 septembre 1988, le Premier ministre Brian Mulroney a offert aux Canadiens japonais qui avaient été expulsés entre 1941 et 1946 (environ 22 000) la possibilité de recouvrer leur citoyenneté,. Tous ces individus ont pu demander un octroi exceptionnel de la citoyenneté. Leurs descendants encore en vie le 22 septembre 1988 (environ 12 000) étaient également éligibles, même si leur ancêtre déporté était décédé.

## Citoyenneté multiple
Entre le 1er janvier 1947 et le 14 février 1977, la citoyenneté multiple n’était permise que dans des cas limités. Ces restrictions ont toutes disparu le 15 février 1977. Ainsi, les Canadiens qui ont acquis une autre citoyenneté à partir de cette date n’ont pas perdu leur citoyenneté canadienne.
Il est difficile de déterminer combien de Canadiens possèdent au moins une autre citoyenneté. Lors du recensement de 2006, environ 863 000 citoyens canadiens résidant au Canada ont déclaré être dans cette situation. Le nombre réel est en revanche probablement supérieur, car le gouvernement fédéral n’effectue pas de statistiques sur les personnes à citoyenneté multiple qui résident à l’étranger. Par ailleurs, en 2009 et 2015, le Canada a massivement octroyé ou rendu la citoyenneté canadienne aux personnes ayant perdu le statut de sujet britannique ou de citoyen canadien en acquérant une autre citoyenneté, ce qui a fait augmenter le nombre de Canadiens concernés par la citoyenneté multiple. Ces personnes et leurs descendants sont considérées de droit comme ayant la citoyenneté canadienne, même quand elles n’en font pas usage (par exemple en voyageant avec un passeport canadien).
Bien que ce ne soit pas exigé formellement par la loi, il est demandé aux Canadiens ayant d’autres citoyennetés de présenter un passeport canadien valide lorsqu’ils montent à bord d’un vol à destination du Canada, à moins qu’ils aient la double citoyenneté canado-américaine et qu’ils voyagent avec leur passeport américain. Ces mesures sont liées à la nouvelle politique de visas du Canada, qui impose un tri préalable des ressortissants de pays dispensés de visa. Les voyageurs entrant au Canada par voie terrestre ou maritime ne sont pas soumis à cette nouvelle réglementation.

### Anciennes dispositions de 1947
La Loi sur la citoyenneté canadienne de 1947 limitait strictement l’accès à la citoyenneté multiple, qui restait toutefois possible lorsque l’obtention de l’autre citoyenneté était involontaire. Cela était notamment le cas des personnes ayant reçu la citoyenneté canadienne par le droit du sang tout en naissant dans un pays offrant le droit du sol (par exemple les États-Unis), ou encore des femmes canadiennes ayant automatiquement acquis la citoyenneté de leur mari étranger (par exemple la citoyenneté italienne avant 1983). La détention d’une citoyenneté étrangère était également permise aux individus naturalisés canadiens dont le pays d’origine autorisait la citoyenneté multiple (par exemple la Nouvelle-Zélande), ainsi qu’aux personnes ayant automatiquement acquis une autre citoyenneté à l’occasion d’une réforme légale dans le pays en question. Ce dernier cas a concerné en particulier le Royaume-Uni, qui a octroyé le 1er janvier 1949 le statut de « citoyenneté du Royaume-Uni et des colonies » à toutes les personnes nées sur le territoire britannique, avant de leur conférer formellement la citoyenneté britannique en 1983.

### Avant 1947
Comme tous les autres habitants des colonies et dominions britanniques d’alors, les individus nés au Canada avant 1947 étaient des sujets britanniques en vertu de la Loi concernant la nationalité britannique, la naturalisation et les aubains,. L’expression « citoyen canadien » a été introduite par la Loi sur l’immigration (en anglais, Immigration Act) de 1910 pour identifier les sujets britanniques nés au Canada ou y ayant leur résidence légale, laquelle s’obtenait après trois ans de présence au Canada,. À cette époque, la « citoyenneté canadienne » n’était définie qu’aux fins de contrôle de l’immigration et non en tant que nationalité propre. Les « citoyens canadiens » étaient donc soumis au même statut de sujet britannique que les autres colonies, avec les mêmes règles quant à son acquisition et à sa perte. Aux termes de la Loi sur l’immigration de 1910, la « citoyenneté canadienne » était retirée à toute personne cessant d’être un sujet britannique, ainsi qu’à tout sujet britannique né hors du Canada ou naturalisé décidant de son plein gré de s’établir ailleurs qu’au Canada. Dans ce dernier cas toutefois, le statut de sujet britannique était maintenu malgré la perte de la « citoyenneté canadienne ». Par ailleurs, les sujets britanniques nés au Canada ou naturalisés pouvaient vivre hors du Canada sans perdre leur résidence légale au Canada.
À l’époque, un sujet britannique ne pouvait acquérir de jure une double citoyenneté qu’en naissant, d’un père sujet britannique, dans un pays offrant le droit du sol, comme les États-Unis. Toutefois, les « citoyens canadiens » pouvaient de facto acquérir une double citoyenneté en cumulant leur « citoyenneté canadienne » avec celle d’un autre dominion, protectorat ou colonie britannique dans lequel ils auraient résidé pendant une durée suffisante.
Pour mieux distinguer les sujets britanniques établis au Canada des autres sujets britanniques, le statut de « ressortissant canadien » (en anglais, Canadian national) a été introduit par la Loi sur les ressortissants canadiens (en anglais, Canadian Nationals Act) le 3 mai 1921. Ce statut a été conféré à tous les titulaires de la « citoyenneté canadienne » et à leurs épouses, ainsi qu’à tous enfants nés hors du Canada de pères ressortissants canadiens, qu’ils possèdent ou non le statut de sujets britanniques à leur naissance. Cette même loi prévoyait également des passerelles permettant à certains individus nés en dehors du Canada, ou nés au Canada mais établis au Royaume-Uni ou dans un autre dominion à leur naissance ou pendant leur minorité, de prétendre au statut de « ressortissant canadien » et d’obtenir leur résidence légale au Canada. Avant l’adoption de la Loi de 1921, les « citoyens canadiens » nés au Canada ne pouvaient pas abandonner leur résidence légale au Canada sans perdre en même temps leur statut de sujet britannique. Comme le statut de « ressortissant canadien » a été défini indépendamment de celui de sujet britannique à partir de 1921, le fait de s’établir en dehors du Canada n’a plus entraîné de perte du statut de sujet britannique. Toutefois, les personnes concernées n’ont pas été éligibles, initialement, à la citoyenneté canadienne instituée le 1er janvier 1947.

## Monarque et famille royale du Canada

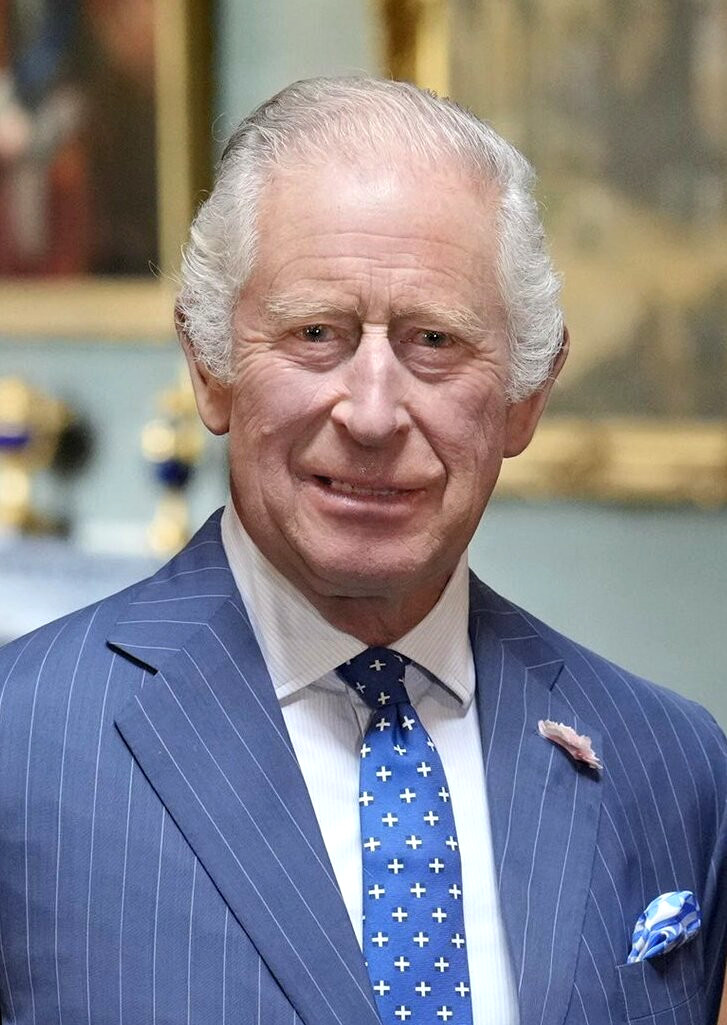
Charles III, roi du Canada, est considéré comme un citoyen canadien.

Bien qu’il réside principalement au Royaume-Uni et qu’il existe une relative incertitude quant aux normes de droit régissant sa citoyenneté, le monarque du Canada est réputé canadien. Le gouvernement fédéral et plusieurs commentateurs s’accordent à considérer le monarque et les membres de la famille royale comme des Canadiens, même s’ils ne remplissent pas formellement les exigences légales pour accéder à la citoyenneté,, ; au Canada, les membres de la famille royale sont même spécifiquement sujets du monarque du Canada,. De même, le ministère de la Défense nationale, dans ses normes protocolaires, distingue le monarque du Canada et sa famille d’une part, et les « souverains étrangers et les membres de familles régnantes étrangères » d’autre part. Par ailleurs, indépendamment de ces interprétations juridiques, cinq membres de la famille royale possèdent de façon ordinaire la citoyenneté canadienne : d’une part, Autumn Phillips et ses deux filles Savannah et Isla ; d’autre part, Sylvana Tomaselli et sa fille Amelia Windsor.
Certains membres de la famille royale ont d’ailleurs, à l’occasion, déclaré se sentir canadiens et considérer être chez eux au Canada. Par exemple, en 1951, la princesse Élisabeth, duchesse d’Édimbourg, a déclaré que lorsqu’elle se trouvait au Canada, elle était « avec ses compatriotes »,. Une fois devenue reine, elle a déclaré en 1983, avant de quitter les États-Unis pour le Canada, « je rentre chez moi au Canada demain » et en 2005, elle a indiqué être en accord avec le mot de sa mère, qui décrivait le Canada comme « un chez-soi loin de chez soi » (en anglais, « a home away from home »). Par ailleurs, le prince Philip a refusé de faire partie de l’ordre du Canada à titre honoraire, car cette catégorie est réservée aux étrangers. Lui-même se considérant comme un Canadien, en tant que conjoint de la reine, déclarait n’être pour cette raison qu’éligible à la catégorie ordinaire de l’ordre,. Ainsi, en 2013, la constitution de l’ordre a été modifiée pour ajouter, en plus des catégories ordinaire (pour les citoyens canadiens) et honoraire (pour les étrangers), une catégorie « extraordinaire » réservée aux membres de la famille royale du Canada et aux gouverneurs généraux,.

## Droits des citoyens canadiens à l’étranger

### Visas et formalités d’entrée dans d’autres pays

Exigences de visa pour les citoyens canadiens
Libre circulation (Canada)
Entrée sans visa
Visa à l’arrivée
Autorisation électronique de voyage
Visa disponible à l’arrivée et en ligne
Visa requis avant l’arrivée

Les citoyens canadiens avaient, en date du 22 mai 2018, le droit d’entrer sans visa ou avec un visa délivré à l’arrivée dans 185 pays et territoires, ce qui plaçait le passeport canadien en sixième position parmi ceux offrant la plus grande liberté de circulation (ex æquo avec les passeports belge, irlandais et suisse), d’après le classement annuel édité par la firme Henley & Partners.

### Citoyenneté du Commonwealth
Bien que les articles 32 et 33 de la Loi sur la citoyenneté de 1977 reconnaissent aux citoyens des pays du Commonwealth le statut de « citoyens du Commonwealth », le Canada n’accorde aucun privilège particulier à ces derniers par rapport aux autres citoyens étrangers. Un citoyen du Commonwealth qui ne dispose ni de la résidence permanente ni de la citoyenneté canadienne est traité comme n’importe quel autre ressortissant étranger.
Les autres pays du Commonwealth reconnaissent eux aussi les citoyens canadiens comme « citoyens du Commonwealth », mais les effets de ce statut varient d’un État membre à un autre. Par exemple, au Royaume-Uni, les Canadiens peuvent bénéficier de certains droits ou privilèges octroyés par la loi britannique, dont :
- le droit, pour les personnes résidant au Royaume-Uni, de voter et de se présenter aux élections britanniques[123] ;
- le droit de bénéficier de l’aide consulaire de l’antenne la plus proche du Bureau des Affaires étrangères et du Commonwealth, pour les personnes voyageant dans un pays ne disposant pas de représentation du Canada ou de l’Australie[124] ;
- le droit d’intégrer les Forces armées britanniques terrestres[125], maritimes[126] et aériennes[127], sous réserve de respecter certaines conditions en matière de résidence ;
- le droit, pour les personnes titulaires d’un droit illimité au séjour (indefinite leave to remain), d’intégrer les forces de police[128];
- le droit, pour les personnes nées avant 1983 qui remplissent les critères applicables, de bénéficier d’un droit illimité à l’entrée et au séjour au Royaume-Uni (right of abode)[129];
- le droit, pour les personnes ayant un grand-parent britannique de naissance, de demander un visa dans le cadre du programme UK Ancestry Entry Clearance[130],qui donne le droit de travailler au Royaume-Uni pour une durée de 5 ans[131].

Ce dernier programme ouvre la voie à un indefinite leave to remain et, le cas échéant, à la naturalisation. Il a été créé après la réforme de 1971 qui annulait la plupart des droits conférés par la citoyenneté du Commonwealth en matière d’immigration au Royaume-Uni. En 2006, environ 8 500 personnes sont entrées dans le pays par ce biais.
Également, les Canadiens âgés de 18 à 30 ans sont éligibles au Youth Mobility Scheme, qui confère un visa de travail de deux ans au Royaume-Uni. Cette possibilité n’est cependant pas liée à la citoyenneté du Commonwealth mais à des accords bilatéraux ; par exemple, les citoyens du Japon en bénéficient également.